# Kurupt
Ricardo Emmanuel Brown (ur. 23 listopada 1972 r. w Filadelfii), znany jako Kurupt i Young Gotti – amerykański raper. Połowa duetu Tha Dogg Pound, który tworzy razem z Dazem Dillingerem. Członek składu The HRSMN znanego też jako "The Four Horsemen". Tworzy go z Canibusem, Ras Kassem i Killah Priestem.

## Życiorys
Kurupt urodził się w Filadelfii. Później przeprowadził się do swojego ojca mieszkającego w Hawthorne w Kalifornii. Jakiś czas po tym zmienił miejsce zamieszkania po raz kolejny, tym razem było to South Central. W Death Row poznał kuzyna Snoop Dogga, Daza Dillingera z którym w przyszłości stworzył duet Tha Dogg Pound. Mimo ciężkich warunków panujących w Death Row, które rządzone było przez Suge Knighta, pracował tam nad wieloma projektami. Mimo iż był on bez grosza, wytwórnia nie płaciła mu za pracę nad projektami takimi jak Doggystyle Snoopa czy The Chronic Dr. Dre. Cztery lata po jego wstąpieniu do wytwórni wydał album swojego duetu Tha Dogg Pound Dogg Food. Album odniósł duży sukces, zdobył podwójną platynową płytę i na trwałe zapisał się w historii rapu. Jego solowe produkcje jak i te w duecie z Dazem nie odniosły większego sukcesu. W 2007 roku wydał z J Wellsem album Digital Smoke, który również nie zdobył dużej popularności. Pod koniec 1997 roku opuścił Death Row i wrócił do Filadelfii gdzie założył swoją wytwórnię A.N.T.R.A. Records.

## Dyskografia
Albumy solowe
- Kuruption! (1998)
- Tha Streetz Iz a Mutha (1999)
- Space Boogie: Smoke Oddessey (2001)
- Against tha Grain (2005)
- Same Day, Different Shit (2006)
- Streetlights (2010)[1]

Tha Dogg Pound
The HRSMN
- The Horsemen Project (2003)

Kurupt & J. Wells
- Digital Smoke (2007)

Kurupt & Roscoe
- The Frank and Jess Story (2008)

DJ Quik & Kurupt
- BlaQKout (2009)

## Filmografia
- 1995 Murder Was the Case
- 1998 Straight from the Streets (Video)
- 1999 Charlie Hustle: Blueprint of Self-Made Millionaire (Video)
- 1999 3 the Hard Way (Video)
- 2000 The Up In Smoke Tour (Video)
- 2001 Keepin' It Real (film)|Keepin' It Real (jako Raw-D)
- 2001 The Wash (jako Maniac)
- 2002 Kurupt: G-TV (Video)
- 2002 Half Past Dead (jako Ttch)
- 2002 Dark Blue (movie)|Dark Blue (jako Darryl Orchard)
- 2003 Fastlane (TV series)|Fastlane (TV episode called "Dosed" (jako Fallon)
- 2003 Hollywood Homicide (jako K-Ro)
- 2003 "Hardware: Uncensored Music Videos - Hip Hop Volume 1"(Video) (segment "The Next Episode")
- 2003 Tupac: Resurrection
- 2003 "Vegas Vamps"
- 2004 "I Accidentally Domed Your Son" (jako Krego)
- 2004 Johnson Family Vacation (jako himself)
- 2005 "A Talent for Trouble" (jako himself)
- 2005 Brothers in Arms (film)|Brothers in Arms (jako Kansas)
- 2006 "Rap Sheet: Hip-Hop and the Cops"
- 2006 Stand By Your Man (jako Joker)
- 2007 Half Past Dead 2 (jako Twitch)
- 2008 Vice(jako TJ Greene)
- 2008 Days of Wrath (jako Bobby)
- 2008  Loaded (jako Dyson)